# Urban sök och räddning

Tekniskt sök

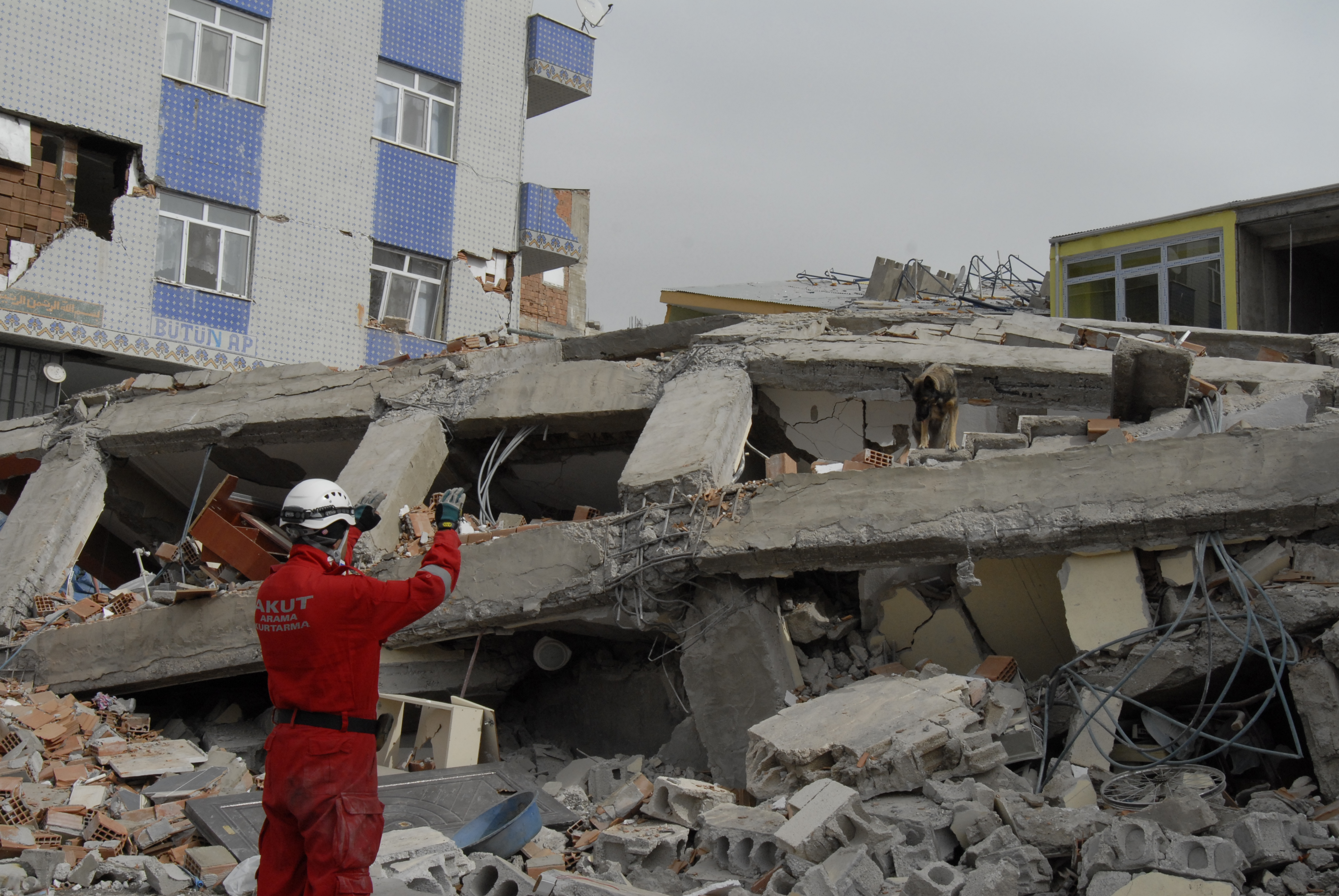
Hundsök i Van 2011

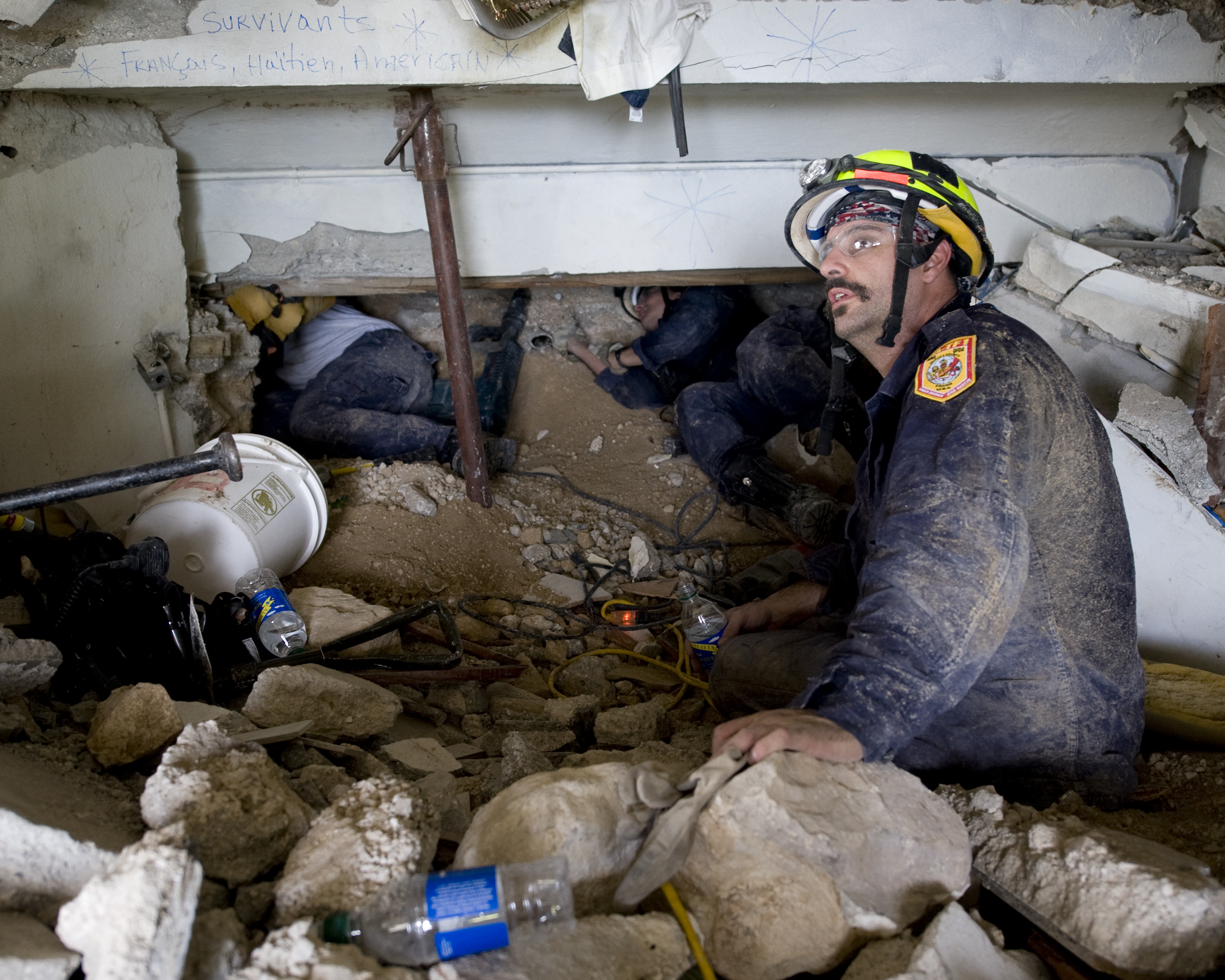
Montana Hotel i Port-au-Prince, Haiti 2010

Urban sök och räddning[källa behövs], Urban Search and Rescue, USAR (US&R i USA), innebär att lokalisera och rädda människor ur raserade byggnader, broar, tunnlar eller andra urbana eller industriella konstruktioner. Det kan gälla kollapsade byggnader, tunnlar som rasar in, gruvras, dammras eller jordskred som drar med sig hus och vägar. Dessa ras och kollapser kan vara orsakade av exempelvis naturkatastrofer, extremt väder, felkonstruktion, olyckor, terrordåd eller krig.
En global standardisering av hur man arbetar med urban sök och räddning står FN:s INSARAG, International Search and Rescue Advisory Group, för.
I Sverige ansvarar den kommunala Räddningstjänsten för urban sök och räddning. Men det finns även en nationell förstärkningsresurs, NUSAR, Nationell urban sök och räddning, som tillhandahålls av Myndigheten för samhällsskydd och beredskap, MSB, att användas av räddningstjänsten vid stora komplexa räddningsinsatser.